# Удобочитаемость
Удобочита́емость («чита́бельность», англ. readability) — свойство текстового материала, характеризующее лёгкость восприятия его человеком в процессе чтения.
Следует различать удобочитаемость текста с точки зрения:
- полиграфического исполнения текста;
- лингвистических особенностей текстового материала (сложность синтаксических конструкций, трудная для восприятия лексика и тому подобное).

## Полиграфическое исполнение
Для измерения удобочитаемости текста существуют специальные тесты, главная функция которых — дать быструю оценку о «плотности» текста, контрастности текста и фона и тому подобное
Тесты на удобочитаемость текста могут выполняться вручную путём расчётов на основе стандартных формул или при помощи специального программного обеспечения.
Факторы, влияющие на удобочитаемость текстов:
- жирность букв;
- внутрибуквенные просветы;
- расстояние между буквами;
- пропорции и размеры букв;
- конфигурация и размер шрифтов;
- длина строки;
- ширина полей страницы и тому подобное;
- цвет и контрастность букв;
- выравнивание текста.

## Лингвистические показатели удобочитаемости
На трудность восприятия текста могут оказывать влияние следующие лингвистические особенности:
- длина слов и предложений,
- сложность синтаксических конструкций (наличие однородных членов предложения и предложно-падежных групп, перегруженность причастными и деепричастными оборотами),
- показатели частотности слова,
- уровень абстрактности лексики,
- обилие терминов,
- использование неологизмов и жаргонизмов и тому подобное

Эти показатели используются для составления различных формул расчёта индекса удобочитаемости (англ. readability test).

## Программирование
В программировании удобочитаемость текста (исходного кода) можно упрощённо определить так: чем проще и ниже по уровню язык, которым написан текст, тем менее текст удобен для восприятия человеком (читабелен) и тем меньше возможностей изменить это свойство. В противоположность этому, чем сложнее и выше уровень языка программирования, тем большей удобочитаемости можно достичь при написании программы на нём. То есть, в более сложных (синтаксически богатых) языках возможен больший разброс читабельности.
На читабельность исходного кода также влияют:
- стили отступов
- комментарии
- декомпозиция
- соглашения об именовании переменных

То же самое, впрочем, можно сказать и о математических текстах: например, известные труды Николя Бурбаки написаны очень простым языком, но очень тяжелы для восприятия.

## Терминология
Слово «читабельность» является сравнительно новой конструкцией, использующей заимствованный из английского суффикс -able (-абель). Этот неологизм особенно часто применяется в программировании и других околокомпьютерных областях.

## История
Русская советская писательница Мариэтта Шагинян в своей книге «Четыре урока у Ленина» вспоминала, что Ленин удивительно выдумывал слова, например, ей в первый раз встретилось слово «читабельный», «читабельны» именно в Полн. собр. соч. Ленина В. И., т. 49, с. 443.

## Сервисы по оценке читабельности текстов
Анализ текстов на русском языке:
- Текстометр: расчёт сложности текста;
- RuLingva (разработка Казанского университета).

Анализ текстов на английском языке:
- Text Inspector.
- CohMetrixCore